# Presea Fray García de San Francisco

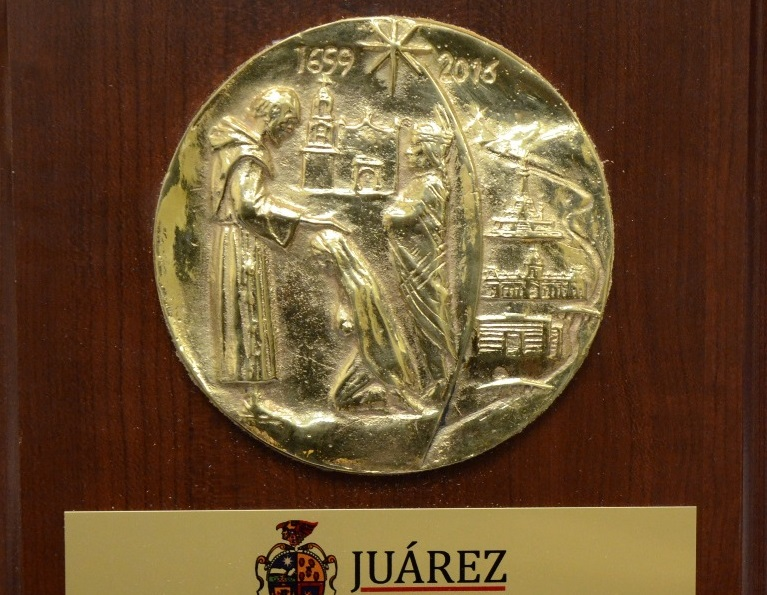

La Presea Fray García de San Francisco, es la máxima condecoración, otorgada por el Honorable Ayuntamiento del Municipio de Ciudad Juárez, con motivo del aniversario de la fundación de la ciudad (8 de diciembre de 1659) a personas e instituciones debido a sus acciones en pro del desarrollo de la comunidad.
El nombre de esta distinción honra la memoria de Fray García de San Francisco (Francisco García Jiménez), fundador de Ciudad Juárez. 
La Presea se confiere anualmente cada 8 de diciembre, por acuerdo del Honorable Ayuntamiento del Municipio de Ciudad Juárez. La entrega el Presidente Municipal, en el Foro Claudia Gutiérrez Chaparro, dentro del edificio de la Antigua Presidencia Municipal, aunque en algunas ocasiones se ha entregado en el Salón Francisco I. Madero de la Unidad Administrativa Benito Juárez.

## Galardonados
A continuación se muestra una lista de los algunos galardonados.. 
| Año  | Galardonado                                                | Motivo | Gran Maestre |
| ---- | ---------------------------------------------------------- | --- | --- |
| 1998 | María Teresa Villalobos                                    | Profesora, por su labor educativa. | Gustavo Elizondo Aguilar |
| 1999 | Francisco Javier Puentes Cuéllar                           | Médico e Inventor, por su destacada trayectoria profesional. | Gustavo Elizondo Aguilar |
| 2004 | Leonardo Solís Barraza                                     | Jefe de Bomberos, por su destacada trayectoria profesional y la creación de la colecta de juguetes denominada Santa Claus bombero.                                                | Héctor Murguía Lardizábal |
| 2005 | Federico De La Vega Mathews                                | Empresario y Activista, por su destacada labor social. | Héctor Murguía Lardizábal |
| 2006 | Aristeo Trinidad Baca Olmos                                | Sacerdote y Activista, por su destacada labor social. (Retirada en 2022, como consecuencia de ser sentenciado a 34 años de prisión por violación y abuso sexual contra una niña). | Héctor Murguía Lardizábal |
| 2007 | Fundación del Empresariado Chihuahuense A.C.               | Organización, por su destacada labor social. | José Reyes Ferriz |
| 2008 | Elena Soad David de Porras                                 | Reto a la Juventud A.C. por su destacada labor social en favor de la juventud. | José Reyes Ferriz |
| 2009 | Mariana Bustillos                                          | Albergue infantil Ciudad del Niño por su destacada labor social en favor de la niñez y juventud.                                                                                  | José Reyes Ferriz |
| 2010 | Guadalupe Arizpe de la Vega                                | Empresaria y Filántropa, por su destacada labor social. | Héctor Murguía Lardizábal |
| 2011 | Fernanda Ruiz Aguilar                                      | Activista, por su destacada labor social en favor de las personas con discapacidad.                                                                                               | Héctor Murguía Lardizábal |
| 2012 | Asociación de Clubes de Rotarios de Ciudad Juárez          | Organización, por su labor social que realizan las personas físicas o morales en favor de la comunidad.                                                                           | Héctor Murguía Lardizábal |
| 2013 | Fundación En Busca de la Gloria A.C.                       | Organización, por su destacada labor en prevención de crisis. | Enrique Serrano Escobar |
| 2014 | Fundación del Empresariado Chihuahuense A.C.               | Organización, por su destacada labor social. | Enrique Serrano Escobar |
| 2015 | Sembradores de Paz y Esperanza A.C.                        | Organización, por su destacada labor social a favor de abatir la marginación y pobreza.                                                                                           | Javier González Mocken |
| 2015 | Asociación de Padres de Niños con Cáncer y Leucemia        | Organización, por su destacada labor social a favor de los niños con cáncer y leucemia.                                                                                           | Javier González Mocken |
| 2016 | Desarrollo Juvenil del Norte                               | Organización, por su destacada labor social en favor de la juventud. | Armando Cabada |
| 2017 | Asociación Protectora de Niños con Cáncer de Ciudad Juárez | Organización, por su destacada labor social a favor de los niños con cáncer. | Armando Cabada |
| 2018 | Mónica Alicia Juárez Correa                                | Docente, promotora cultural y defensora de la equidad de género. | Armando Cabada |
| 2018 | Ateneo Fronterizo de Ciudad Juárez                         | Organización, por su destacada labor de difundir y fomentar las ciencias y las artes.                                                                                             | Armando Cabada |
| 2018 | Café Taller Literario los Búhos                            | Organización, por su destacada labor de fomentar la lectura. | Armando Cabada |
| 2019 | Alejandro Hernández Cárdenas                               | Médico por su destacada trayectoria profesional. | Armando Cabada |
| 2020 | Casa del Migrante A.C.                                     | Organización, por su destacada labor de ayudar a los migrantes varados en esta frontera.                                                                                          | Armando Cabada |
| 2020 | Asociación de Padres de Niños con Cáncer y Leucemia        | Organización, por su destacada labor social a favor de los niños con cáncer y leucemia.                                                                                           | Armando Cabada |
| 2020 | Casa Promoción Juvenil Asociación Civil                    | Organización, por su destacada labor social a favor de la niñez y juventud. | Armando Cabada |
| 2021 | Gratis Tienda                                              | Organización, por promover la conservación del medio ambiente. | Cruz Pérez Cuéllar |
| 2021 | Luz para mi Ciudad                                         | Organización, por su destacada labor social a favor de abatir el hambre. | Cruz Pérez Cuéllar |
| 2022 | Carlos Roberto Cuéllar Gurrola                             | Girasoles A.C. Póstuma, organización dedicada al desarrollo integral de los adultos mayores.                                                                                      | María Eugenia Campos Galván (Gobernadora del estado de Chihuahua) Cruz Pérez Cuéllar (Presidente Municipal de Ciudad Juárez) |
| 2023 | Humberto Leal Valenzuela                                   | Actor y Periodista. Póstuma, por su destacada participación en el periodismo y también en el área cultural.                                                                       | Cruz Pérez Cuéllar |
| 2024 | Judith Galarza Campos                                      | Activista. Presidenta de la asociación de Familiares Detenidos Desaparecidos en México                                                                                            | Cruz Pérez Cuéllar |